# Cenesi
Cenesi è una frazione di 134 abitanti del comune di Cisano sul Neva, in provincia di Savona.
Ubicata a 150 m sul livello del mare, dista dal capoluogo comunale circa 4,5 km. Fino al 1929 fu comune autonomo.
Negli ultimi anni viene simpaticamente chiamato Marchesato di Cenesi

## Storia

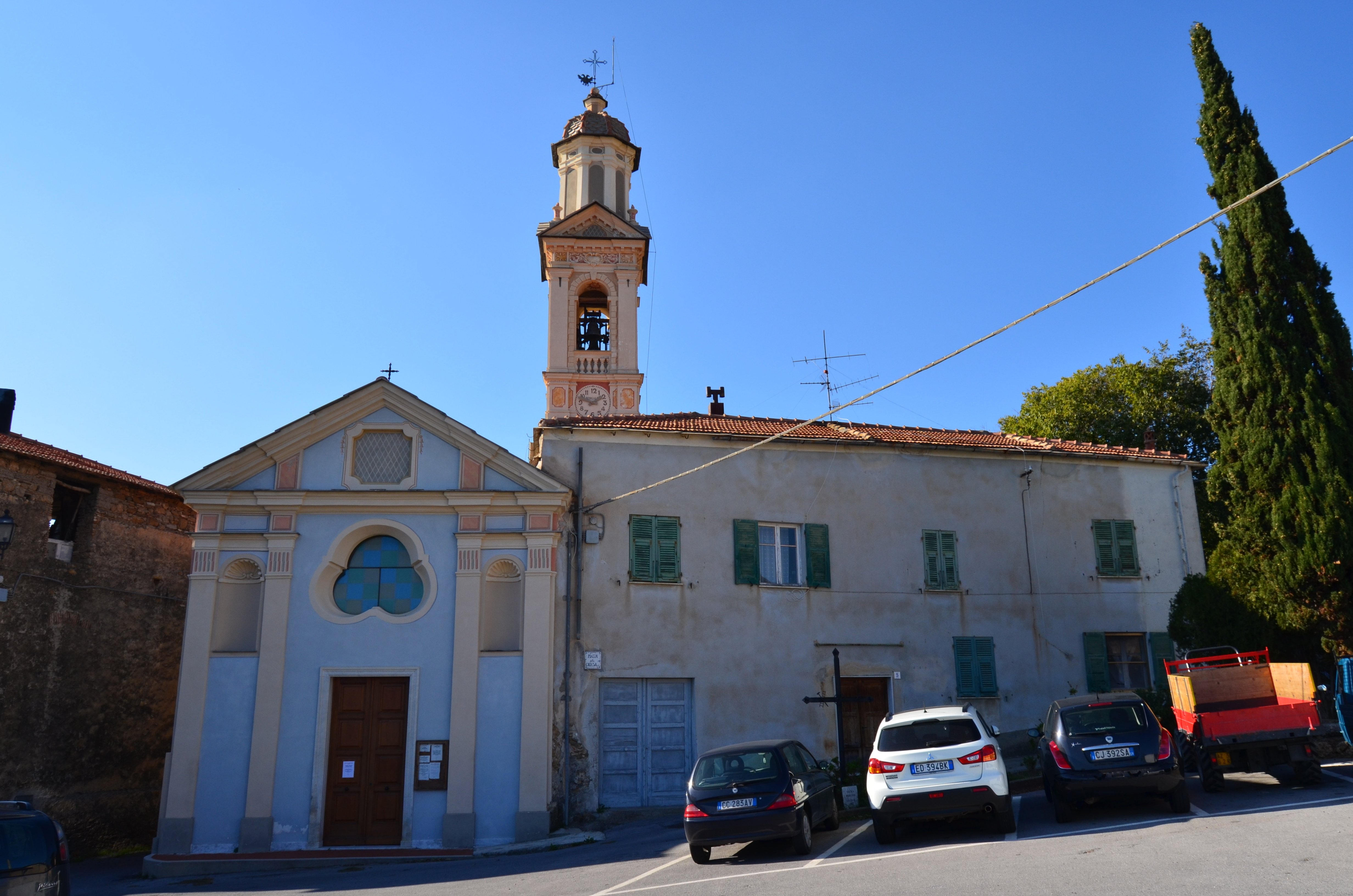
La chiesa di San Nicola

Le prime testimonianze storiche sul borgo di Cenesi si attestano al XIII secolo quando il territorio fu assoggettato ai marchesi di Clavesana. Furono gli stessi marchesi ad investire la famiglia Cazulini, originaria di Albenga, nel 1236 della giurisdizione del feudo.
Dalla prima metà del XIV secolo il territorio di Cenesi legò la sua storia con la vicina Arnasco costituendo assieme la cosiddetta Castellania di Rivernaro o Rivernante, facente parte dei feudi imperiali e alle dipendenze dei marchesi Del Carretto del ramo di Finale. Furono ancora i Cazulini di Albenga a conservarne l'investitura del feudo, un vassallaggio che perdurò, nonostante i successivi passaggi storici del territorio, fino al 1753.
Per successione ereditaria passò nella seconda metà del XVIII secolo alla famiglia albenganese dei Costa - legata al ramo di Balestrino dei Del Carretto - che ne conservò il possedimento anche dopo il passaggio di questo territorio nel Regno di Sardegna a partire dal 1735. Con la successiva dominazione napoleonica, e la soppressione dei feudi imperiali nel 1797, i territori di Cenesi e Arnasco furono uniti in un'unica municipalità che rientrò nel Dipartimento del Letimbro, con capoluogo Savona, all'interno della Repubblica Ligure. Dal 28 aprile del 1798 fece parte del I cantone, con capoluogo Albenga, della Giurisdizione di Centa e dal 1803 centro principale del IV cantone della Centa nella Giurisdizione degli Ulivi. Annesso al Primo Impero francese dal 13 giugno 1805 al 1814 venne inserito nel Dipartimento di Montenotte.
Solamente nel 1815 Cenesi acquisì una propria indipendenza comunale rispetto ad Arnasco, che fu inglobata nel Regno di Sardegna così come stabilì il Congresso di Vienna del 1814. Annesso al Regno d'Italia dal 1861, dal 1859 al 1926 il territorio fu compreso nel I mandamento di Albenga del Circondario di Albenga facente parte della Provincia di Genova; nel 1927 con la soppressione del circondario ingauno passò, per pochi mesi, nel Circondario di Savona e, infine, sotto la neo costituita Provincia di Savona.
Con il Regio decreto del 1929 venne dichiarata soppressa la municipalità di Cenesi (tra le meno estese del territorio) che fu quindi inglobata, come frazione, al territorio comunale di Cisano sul Neva.

## Monumenti e luoghi d'interesse

### Architetture religiose
- Chiesa parrocchiale di San Nicola.

## Cultura

### Eventi
- Castagnata, nel mese di ottobre.
- Processione di San Nicolò, nel mese di dicembre.